# Дай Цзюнь
Дай Цзюнь  (кит.: 戴 骏; нар. 6 лютого 1992, Шанхай, КНР) — китайський плавець, олімпійський медаліст.

## Виступи на Олімпіадах
| Олімпіада   | Дисципліна                             | Місце |
| ----------- | -------------------------------------- | ----- |
| Лондон 2012 | плавання на 1500 метрів вільним стилем | 15    |
| Лондон 2012 | естафета 4 × 200 вільним стилем        | 3     |